# ナトリウムの化合物の一覧
ナトリウムの化合物の一覧（なとりうむのかごうぶつのいちらん）は、ナトリウムの化合物の一覧。

## 二元化合物
- ヒ化ナトリウム（Na3As）
- アスタチン化ナトリウム（NaAt）
- 臭化ナトリウム（NaBr）
- 炭化ナトリウム（Na2C2）
- 塩化ナトリウム（NaCl）
- フッ化ナトリウム（NaF）
- 水素化ナトリウム（NaH）
- ヨウ化ナトリウム（NaI）
- 三ヨウ化ナトリウム（NaI3）
- アジ化ナトリウム（NaN3）
- 窒化ナトリウム（Na3N）
- 超酸化ナトリウム（NaO2）
- オゾン化ナトリウム（NaO3）
- 過酸化ナトリウム（Na2O2）
- 酸化ナトリウム（Na2O）
- ポロニウム化ナトリウム（Na2Po）
- リン化ナトリウム（Na3P）
- 硫化ナトリウム（Na2S）
- セレン化ナトリウム（Na2Se）
- テルル化ナトリウム（Na2Te）

## 三元化合物
- ヘキサフルオロアルミン酸ナトリウム（Na3AlF6）
- テトラヒドリドアルミン酸ナトリウム（NaAlH4）
- テトラクロロ金(III)酸ナトリウム（NaAuCl4）
- テトラフルオロホウ酸ナトリウム（Na3BF4）
- 水素化ホウ素ナトリウム（NaBH4）
- 四ホウ酸ナトリウム（Na2B4O7）
- ナトリウムメタニド（NaCH3）
- シュウ酸ナトリウム（Na2C2O4）
- シアン化ナトリウム（NaCN）
- ナトリウムシアナミド（Na2CN2）
- フッ化水素ナトリウム（NaHF2）
- 硫化水素ナトリウム（NaHS）
- セレン化水素ナトリウム（NaHSe）
- ナトリウムアミド（NaNH2）
- 水酸化ナトリウム（NaOH）
- ヘキサフルオロリン酸ナトリウム（NaPF6）
- テトラクロロ白金(II)酸ナトリウム（Na2PtCl4）
- ヘキサクロロ白金(IV)酸ナトリウム（Na2PtCl6）
- ヘキサフルオロケイ酸ナトリウム（Na2SiF6）

## 四元・五元化合物
- 酢酸ナトリウム（CH3COONa）
- ナトリウムフェノキシド（C6H5ONa）
- ギ酸ナトリウム（HCOONa）
- シアノ水素化ホウ素ナトリウム（NaBH3CN）
- テトラヒドロキソホウ酸ナトリウム（Na[B(OH)4]）
- ヘキサシアノ鉄(III)酸ナトリウム（Na3[Fe(CN)6]）
- ヘキサシアノ鉄(II)酸ナトリウム（Na4[Fe(CN)6]）
- ナトリウムメトキシド（NaOCH3）
- ナトリウムエトキシド（NaOCH2CH3）
- シアン酸ナトリウム（NaOCN）
- チオシアン酸ナトリウム（NaSCN）
- テトラヒドロキソ亜鉛酸ナトリウム（Na2[Zn(OH)4]）

## オキソ酸塩

### 正塩
- アルミン酸ナトリウム（NaAlO2）
- 亜ヒ酸ナトリウム（Na3AsO3）
- ヒ酸ナトリウム（Na3AsO4）
- 二ヒ酸ナトリウム（Na4As2O7）
- 三ヒ酸ナトリウム（Na5As3O10）
- ビスマス酸ナトリウム（NaBiO3）
- メタホウ酸ナトリウム（NaBO2）
- 八ホウ酸ナトリウム（Na2B8O13）
- ホウ酸ナトリウム（Na3BO3）
- 次亜臭素酸ナトリウム（NaBrO）
- 亜臭素酸ナトリウム（NaBrO2）
- 臭素酸ナトリウム（NaBrO3）
- 過臭素酸ナトリウム（NaBrO4）
- 次亜塩素酸ナトリウム（NaClO）
- 亜塩素酸ナトリウム（NaClO2）
- 塩素酸ナトリウム（NaClO3）
- 過塩素酸ナトリウム（NaClO4）
- ペルオキソ一過塩素酸ナトリウム（NaClO5）
- 炭酸ナトリウム（Na2CO3）
- ペルオキソ一炭酸ナトリウム（Na2CO4）
- 二炭酸ナトリウム（Na2C2O5）
- ペルオキソ二炭酸ナトリウム（Na2C2O6）
- クロム酸ナトリウム（Na2CrO4）
- 二クロム酸ナトリウム（Na2Cr2O7）
- 次亜フッ素酸ナトリウム（NaFO）
- 鉄酸ナトリウム（Na2FeO4）
- メタゲルマニウム酸ナトリウム（Na2GeO3）
- 次亜ヨウ素酸ナトリウム（NaIO）
- ヨウ素酸ナトリウム（NaIO3）
- 過ヨウ素酸ナトリウム（NaIO4）
- オルト過ヨウ素酸ナトリウム（Na5IO6）
- 過マンガン酸ナトリウム（NaMnO4）
- マンガン酸ナトリウム（Na2MnO4）
- 亜マンガン酸ナトリウム（Na3MnO4）
- 亜硝酸ナトリウム（NaNO2）
- 硝酸ナトリウム（NaNO3）
- 次亜硝酸ナトリウム（Na2N2O2）
- 次硝酸ナトリウム（Na2N2O3）
- ホスフィン酸ナトリウム（NaPH2O2）
- ホスホン酸ナトリウム（Na2PHO3）
- フルオロリン酸ナトリウム（Na2PO3F）
- チオリン酸ナトリウム（Na3PSO3）
- ジチオリン酸ナトリウム（Na3PS2O2）
- リン酸三ナトリウム（Na3PO4）
- 二リン酸ナトリウム（Na4P2O7）
- 三リン酸ナトリウム（Na5P3O10）
- 過レニウム酸ナトリウム（NaReO4）
- 亜セレン酸ナトリウム（Na2SeO3）
- セレン酸ナトリウム（Na2SeO4）
- ケイ酸ナトリウム（Na2SiO3）
- メタ二ケイ酸ナトリウム（Na2Si2O5）
- 亜硫酸ナトリウム（Na2SO3）
- 硫酸ナトリウム（Na2SO4）
- ペルオキソ一硫酸ナトリウム（Na2SO5）
- チオ硫酸ナトリウム（Na2S2O3）
- 亜ジチオン酸ナトリウム（Na2S2O4）
- ピロ亜硫酸ナトリウム（Na2S2O5）
- ジチオン酸ナトリウム（Na2S2O6）
- 二硫酸ナトリウム（Na2S2O7）
- ペルオキソ二硫酸ナトリウム（Na2S2O8）
- トリチオン酸ナトリウム（Na2S3O6）
- 過テクネチウム酸ナトリウム（NaTcO4）
- メタチタン酸ナトリウム（Na2TiO3）
- オルトチタン酸ナトリウム（Na4TiO4）
- トリチタン酸ナトリウム（Na2Ti3O7）
- 亜テルル酸ナトリウム（Na2TeO3）
- メタバナジン酸ナトリウム（NaVO3）
- オルトバナジン酸ナトリウム（Na3VO4）
- タングステン酸ナトリウム（Na2WO4）
- キセノン酸ナトリウム（Na2XeO4）
- 過キセノン酸ナトリウム（Na4XeO6）
- 硫酸ナトリウムムアルミニウム（AlNa(SO4)2）

### 水素塩
- 炭酸水素ナトリウム（NaHCO3）
- オルト過ヨウ素酸三水素ナトリウム（Na2H3IO6）
- オルト過ヨウ素酸二水素ナトリウム（Na3H2IO6）
- リン酸二水素ナトリウム（NaH2PO4）
- リン酸水素二ナトリウム（Na2HPO4）
- 二リン酸二水素二ナトリウム（Na2H2P2O7）
- 二リン酸水素三ナトリウム（Na3HP2O7）
- 亜セレン酸水素ナトリウム（NaHSeO3）
- セレン酸水素ナトリウム（NaHSeO4）
- 亜硫酸水素ナトリウム（NaHSO3）
- 硫酸水素ナトリウム（NaHSO4）

## ハロゲン化物
- フッ化ナトリウム（NaF）
- 塩化ナトリウム（食塩、NaCl）
- 臭化ナトリウム（NaBr）
- ヨウ化ナトリウム（NaI）

## 酸化物・水酸化物
- 酸化ナトリウム（Na2O）
- 過酸化ナトリウム（Na2O2）
- 水酸化ナトリウム（苛性ソーダ、NaOH）

## その他の無機塩
- 水素化ナトリウム（NaH）
- 硫化ナトリウム（Na2S）
- 硫化水素ナトリウム（水硫化ナトリウム、NaHS）
- 珪酸ナトリウム（Na2SiO3）
- リン酸三ナトリウム（Na3PO4）
- ホウ酸ナトリウム（Na3BO3）
- 水素化ホウ素ナトリウム（NaBH4）
- シアン化ナトリウム（青酸ナトリウム、NaCN）
- シアン酸ナトリウム（NaOCN）
- テトラクロロ金酸ナトリウム（英語版）（Na[AuCl4]）

## 有機酸塩
- ギ酸ナトリウム（HCOONa）
- 酢酸ナトリウム（CH3COONa）
- クエン酸ナトリウム（Na3C6H5O7）